# Carlo Dell'Acqua (costruttore)
Carlo Dell'Acqua (1806 – Lago di Como, 18 aprile 1881) è stato un ingegnere e filantropo italiano.
Milanese, fu sicuramente uno dei più importanti e abili costruttori italiani dell'Ottocento. Marito di Giacomina Giussani, nel dicembre 1831 divenne padre di Felice.
Fu dapprima meccanico dell'Imperial Regio Ginnasio Liceale di Sant'Alessandro, poi divenne ingegnere-meccanico dell'Osservatorio astronomico di Brera. Qui il costruttore aveva la sua officina dalla quale uscirono centinaia di ottimi strumenti di fisica per esperienze di meccanica, termologia, ottica, elettricità, ecc. Il Dell'Acqua, la cui fama si diffuse oltre i confini lombardi, fornì le apparecchiature per numerosissimi laboratori e istituti italiani.
Attivo nella filantropia, con Luigi Bossi, Gaspare Galbiati, Gaspare Stampa ed altri, nel 1859 fondò l'Associazione Generale di Mutuo Soccorso degli Operaj di Milano, della quale fu primo presidente.
Nel 1864 fu fra i fondatori del Tecnomasio Italiano, ditta per la costruzione di strumenti scientifici. Fu socio di diverse accademie italiane ed estere e ricevette numerosi riconoscimenti.
Nel maggio 1873 suo figlio Felice Dell'Acqua, medico municipale, fu uno dei 7 medici che imbalsamarono Alessandro Manzoni.